# 法国兵营旧址
法国兵营旧址，位于北京市东城区台基厂三条3号，原为驻守东交民巷法国驻华使馆的法国军队的兵营。

## 历史
1900年之前，此地为民宅区。1900年义和团围攻使馆区时，民宅遭到严重破坏。1900年8月16日，八国联军占领北京。1901年签订的《辛丑条约》第七款规定，各国可派军队驻守使馆、设兵营。法国除了扩大驻华使馆的用地之外，还在台基厂三条路北的民宅废址之处新建兵营。范围东起新设的高弼路，西到台基厂大街，北到台基厂二条，占地面积约23,000余平方米。
2001年，“法国兵营旧址”作为“东交民巷使馆建筑群”的一部分，被列为第五批全国重点文物保护单位。

## 建筑

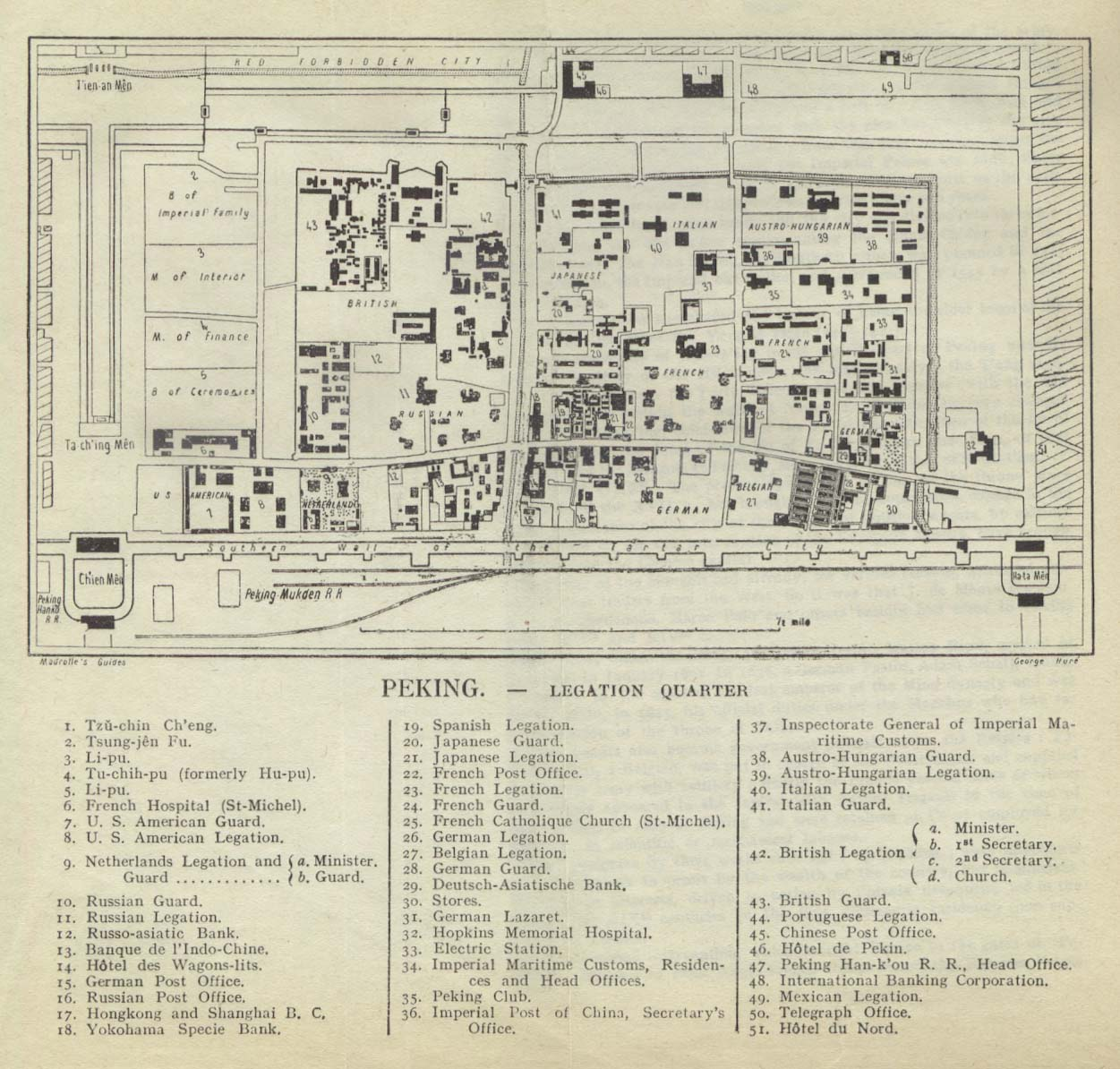
东交民巷使馆区地图。图中24. French Guard. 即法国兵营

法国兵营总体布局为对称式，大门设在台基厂三条路北。进入大门后，左右两侧各有一幢二层楼房，练兵场的东、西两侧各有一幢独立别墅式二层军官楼。两幢二层法军宿舍则分列在整个兵营的中轴线两侧，其后是食堂等等单层建筑，还有一些辅助用房分布在场地西侧。如今，法国兵营的大门、法军宿舍、西南部军官楼仍然留存，其他建筑均已拆除。
法国兵营大门是单拱券凯旋门式的变体，两侧是又窄又高的柱墩，扁壁柱的柱身是砖砌重块石式，檐部以上采用方锥形顶。中央券洞上部是三角形墙，其内嵌有曲线白石，刻着法文。门前有长约50米、宽6米的空地。大门两侧的院墙开着人行便门。墙面用砖砌成水平凹线。如今大门已经被改造，并非原貌，侧墙则仍是原物。
法国兵营的主体建筑是两幢士兵宿舍，相距约10米，每幢为十四开间，面阔约52米，进深12米多。地上三层，砖木结构，使用灰砖砌筑而成。底层原来是通廊，每两开间有扁壁柱直通二层，两壁柱之间的底层砌着扶壁，底层券洞是较为平缓的曲线券。一层、二层之间由砖砌水平腰线划分开来，还有立砖砌成小齿状。二层每开间是双联窗，以窗上拱过梁曲线连接成为一个整体。室内的内走道两侧为相同的房间，楼梯间在东、西两侧。楼外观呈殖民地建筑风格，屋顶则是中式四坡顶，前后通廊覆盖披檐顶。原建筑已经按照原貌翻建，但通廊被封堵并安窗，内部重新装修。现在这两幢士兵宿舍是单位办公用房。
西南部军官楼，上下二层，为砖木结构建筑，南北坡屋顶。南侧上下是通廊，南立面为栱形窗，上层和下层单双相配，下层东西两侧有栱门进入一层廊，东侧有楼梯可达二层。北立面是砖墙带小栱卷窗，楼两端是向北凸出的砖楼。该建筑仍然保留原貌，只有南部外面贴建一座铁梯通往二层。该建筑现为民居。